# 第58屆亞太影展
第58屆亞太影展（英語：58th Asia Pacific Film Festival）在2018年9月1日於台北美福飯店舉辦，是亞太影展睽違8年後，台灣再度獲得亞太影展的主辦權，「亞太電影製片人協會」3月25日於台中召開理事會，宣布第58屆亞太影展即將在台灣舉辦。第58屆亞太影展由亞太電影製片人協會台北代表未來影像發展協會理事長林瑋倫（Weikalossu）爭取而來，邀請導演李祐寧擔任主席，並聘請導演洪馬克擔任執行長。張鈞甯任本屆亞太親善大使，典禮由吳姍儒、吳大維主持。

## 簡介
2018年，亞洲太平洋電影製片人聯盟 ( Federation of Motion Picture Producers in Asia-Pacific ,簡稱FPA ) 3月25日在台中日月千禧酒店舉辦國際理事高峰會，由各國代表理事出席，理事會24個會員國有17名會員出席，宣告第58屆亞太影展將由台灣承辦，並且一致推舉由台灣資深電影導演李祐寧擔任第58屆主席。
「第58屆亞太影展」親善大使由張鈞甯擔任，她希望透過這次在台灣舉辦國際級電影典禮，讓電影人支持電影產業，也希望讓亞太地區的電影人更加認識台灣和台灣電影人的作品。

## 策展團隊名單
| 第58屆亞太影展主席     | 第58屆亞太影展主席 |
| ---------------------- | ------------------ |
| 李祐寧                 |                    |
| 第58屆亞太影展副主席   |                    |
| 葛樹人                 |                    |
| 第58屆亞太影展台北代表 |                    |
| 林瑋倫                 |                    |
| 第58屆亞太影展秘書長   |                    |
| 劉鵬翼                 |                    |
| 第58屆亞太影展執行長   |                    |
| 洪馬克                 |                    |
| 第58屆亞太影展執行委員 |                    |
| 吳思遠                 |                    |
| 吳高雄(吳功)           |                    |
| 沈可尚                 |                    |
| 邱順清                 |                    |
| 林添貴                 |                    |
| 林湘評                 |                    |
| 林錫輝                 |                    |
| 徐嘉森                 |                    |
| 陳文彬                 |                    |
| 陳俊榮                 |                    |
| 陳鴻元                 |                    |
| 梁 良                  |                    |
| 黃茂昌                 |                    |
| 楊力州                 |                    |
| 瞿友寧                 |                    |
| 劉京陵                 |                    |
| 劉益東                 |                    |
| 楊繼昌                 |                    |

## 第五十八屆國家/地區理事國名單
- 雪梨
- 印度尼西亞雅加達
- 印度孟買
- 伊朗德黑蘭
- 日本東京
- 首爾
- 科威特
- 马来西亚吉隆坡
- 菲律賓馬尼拉
- 臺灣臺北
- 新加坡
- 中国北京
- 香港
- 澳門
- 泰國曼谷
- 越南河內
- 緬甸仰光
- 巴基斯坦卡拉奇
- 達卡
- 沙烏地阿拉伯利雅德
- 柬埔寨

## 提名暨得獎名單
下列之標記為該獎項之得獎者。

### 最佳影片 Best Feature
|  | 提名名單                                              | 代表地區 | 頒獎嘉賓       |
|  | 再見瓦城（The Road to Mandalay）                      | 台灣     | 邱復生、吳思遠 |
|  | 模犯生（Bad Genius）                                  | 泰國     | 邱復生、吳思遠 |
|  | 瑪莉娜之殺人四幕（Marlina the Murderer in Four Acts） | 印尼     | 邱復生、吳思遠 |
|  | 漫漫回家路（Lion）                                    | 澳洲     | 邱復生、吳思遠 |
|  | 菲常嘻哈（Respeto）                                   | 菲律賓   | 邱復生、吳思遠 |

### 最佳導演  Best Director
|  | 提名名單                                                           | 代表地區 | 頒獎嘉賓     |
|  | 趙德胤／再見瓦城（The Road to Mandalay）                           | 台灣     | 郭南宏、李璇 |
|  | 納塔吾彭皮里亞／模犯生（Bad Genius）                               | 泰國     | 郭南宏、李璇 |
|  | 葛斯戴維斯（Garth Davis）／漫漫回家路（Lion）                      | 澳洲     | 郭南宏、李璇 |
|  | Arnel Barbarona ／（The Right to Kill）                            | 菲律賓   | 郭南宏、李璇 |
|  | Mouly Surya／瑪莉娜之殺人四幕（Marlina the Murderer in Four Acts） | 印尼     | 郭南宏、李璇 |

### 最佳男主角  Best Actor
|  | 提名名單                                   | 代表地區 | 頒獎嘉賓       |
|  | 柯震東／再見瓦城（The Road to Mandalay）   | 台灣     | 鄒兆龍、楊丞琳 |
|  | 查農桑提納同庫／模犯生（Bad Genius）       | 泰國     | 鄒兆龍、楊丞琳 |
|  | 凌文龍／黃金花（Tomorrow is Another Day）  | 香港     | 鄒兆龍、楊丞琳 |
|  | Abra／菲常嘻哈（Respeto）                  | 菲律賓   | 鄒兆龍、楊丞琳 |
|  | Amir Ali Danaei／Appendix                  | 伊朗     | 鄒兆龍、楊丞琳 |
|  | Chittaranjan Giri／喬西之死（Lathe Joshi） | 印度     | 鄒兆龍、楊丞琳 |

### 最佳女主角  Best Actress
|  | 提名名單                                                              | 代表地區 | 頒獎嘉賓       |
|  | 吳可熙／再見瓦城（The Road to Mandalay）                              | 台灣     | 張鈞甯、呂良偉 |
|  | 楊丞琳／紅衣小女孩2（The Tag-Along 2）                                | 台灣     | 張鈞甯、呂良偉 |
|  | 茱蒂蒙瓊查容蘇因／模犯生（Bad Genius）                                | 泰國     | 張鈞甯、呂良偉 |
|  | 毛舜筠／黃金花（Tomorrow is Another Day）                             | 香港     | 張鈞甯、呂良偉 |
|  | Dagvadorj Mendbayar／母親（The Mother）                               | 蒙古     | 張鈞甯、呂良偉 |
|  | Marsha Timothy／瑪莉娜之殺人四幕（Marlina the Murderer in Four Acts） | 印尼     | 張鈞甯、呂良偉 |

### 最佳男配角  Best Supporting Actor
|  | 提名名單                                  | 代表地區 | 頒獎嘉賓       |
|  | Dev Patel／漫漫回家路（Lion）             | 澳洲     | 林慶台、曾莞婷 |
|  | Dido de la Paz／菲常嘻哈（Respeto）       | 菲律賓   | 林慶台、曾莞婷 |
|  | 陳竹昇／阿莉芙（Alifu, the Prince/ss）    | 台灣     | 林慶台、曾莞婷 |
|  | 吳朋奉／阿莉芙（Alifu, the Prince/ss）    | 台灣     | 林慶台、曾莞婷 |
|  | 曾志偉／一念無明（Mad World）             | 香港     | 林慶台、曾莞婷 |
|  | 呂良偉／黃金花（Tomorrow is Another Day） | 香港     | 林慶台、曾莞婷 |

### 最佳女配角  Best Supporing Actress
|  | 提名名單                                      | 代表地區 | 頒獎嘉賓                             |
|  | 許瑋甯／紅衣小女孩2（The Tag-Along 2）        | 台灣     | 鍾瑶、大澤樹生(日本)、 20 日本女模團 |
|  | 柯奐如／親愛的卵男日記（BAO BAO）             | 台灣     | 鍾瑶、大澤樹生(日本)、 20 日本女模團 |
|  | 金燕玲／一念無明（Mad World）                 | 香港     | 鍾瑶、大澤樹生(日本)、 20 日本女模團 |
|  | 廖子妤／骨妹（Sisterhood）                    | 澳門     | 鍾瑶、大澤樹生(日本)、 20 日本女模團 |
|  | 寶珮如／藍天白雲（Somewhere Beyond the Mist） | 香港     | 鍾瑶、大澤樹生(日本)、 20 日本女模團 |
|  | Soraya Ghasemi／別墅人生(Villa Dwellers)      | 伊朗     | 鍾瑶、大澤樹生(日本)、 20 日本女模團 |

### 最佳劇本   Best Screenplay
|  | 提名名單                         | 代表地區 | 頒獎嘉賓               |
|  | 再見瓦城（The Road to Mandalay） | 台灣     | 櫻庭奈奈美(日)、柯叔元 |
|  | 模犯生（Bad Genius）             | 泰國     | 櫻庭奈奈美(日)、柯叔元 |
|  | 漫漫回家路（Lion）               | 澳洲     | 櫻庭奈奈美(日)、柯叔元 |
|  | 以青春的名義（In Your Dreams）   | 香港     | 櫻庭奈奈美(日)、柯叔元 |
|  | 鷹爪下的國度（Birdshot）         | 菲律賓   | 櫻庭奈奈美(日)、柯叔元 |

### 最佳攝影  Best Cinematography
|  | 提名名單                                              | 代表地區 | 頒獎嘉賓             |
|  | 再見瓦城（The Road to Mandalay）                      | 台灣     | 仲川遙香(日)、李興文 |
|  | 漫漫回家路（Lion）                                    | 澳洲     | 仲川遙香(日)、李興文 |
|  | 瑪莉娜之殺人四幕（Marlina the Murderer in Four Acts） | 印尼     | 仲川遙香(日)、李興文 |
|  | 喬西之死（Lathe Joshi）                               | 印度     | 仲川遙香(日)、李興文 |
|  | The Girl From Yesterday                               | 越南     | 仲川遙香(日)、李興文 |

### 最佳剪輯 Best Editing
|  | 提名名單                         | 代表地區 | 頒獎嘉賓                    |
|  | 再見瓦城（The Road to Mandalay） | 台灣     | Dea Panendra(印尼)、 柯震東 |
|  | 漫漫回家路（Lion）               | 澳洲     | Dea Panendra(印尼)、 柯震東 |
|  | 模犯生（Bad Genius）             | 泰國     | Dea Panendra(印尼)、 柯震東 |
|  | 菲常嘻哈（Respeto）              | 菲律賓   | Dea Panendra(印尼)、 柯震東 |
|  | 風中殘燭（Dying Candle）         | 尼泊爾   | Dea Panendra(印尼)、 柯震東 |

### 最佳音效  Best Sound Effect
|  | 提名名單                       | 代表地區 | 頒獎嘉賓                                 |
|  | 紅衣小女孩2（The Tag-Along 2） | 台灣     | Truong Ngoc Anh(越南 )、 PIKO 太郎(日本) |
|  | 菲常嘻哈（Respeto）            | 菲律賓   | Truong Ngoc Anh(越南 )、 PIKO 太郎(日本) |
|  | 鷹爪下的國度（Birdshot）       | 菲律賓   | Truong Ngoc Anh(越南 )、 PIKO 太郎(日本) |
|  | The Right to Kill              | 菲律賓   | Truong Ngoc Anh(越南 )、 PIKO 太郎(日本) |
|  | Interchange                    | 馬來西亞 | Truong Ngoc Anh(越南 )、 PIKO 太郎(日本) |

### 最佳配樂  Best Original Music Score
|  | 提名名單                                              | 代表地區 | 頒獎嘉賓                        |
|  | 漫漫回家路（Lion）                                    | 澳洲     | 林予晞、 Egi Fedly Ganim(印尼 ) |
|  | 菲常嘻哈（Respeto）                                   | 菲律賓   | 林予晞、 Egi Fedly Ganim(印尼 ) |
|  | 樂聲菲揚（The Portrait）                              | 菲律賓   | 林予晞、 Egi Fedly Ganim(印尼 ) |
|  | 瑪莉娜之殺人四幕（Marlina the Murderer in Four Acts） | 印尼     | 林予晞、 Egi Fedly Ganim(印尼 ) |
|  | The Right to Kill                                     | 菲律賓   | 林予晞、 Egi Fedly Ganim(印尼 ) |

### 最佳美術設計 Best Art Design
|  | 提名名單                                              | 代表地區 | 頒獎嘉賓      |
|  | 再見瓦城（The Road to Mandalay）                      | 台灣     | 吳可熙、石 雋 |
|  | 瑪莉娜之殺人四幕（Marlina the Murderer in Four Acts） | 印尼     | 吳可熙、石 雋 |
|  | 樂聲菲揚（The Portrait）                              | 菲律賓   | 吳可熙、石 雋 |
|  | 自畫像（The Last Painting）                           | 台灣     | 吳可熙、石 雋 |
|  | 喜馬拉雅之靈（The Soul of Himalaya）                  | 中國     | 吳可熙、石 雋 |

### 最佳新人  Best New Actor / Actress
|  | 提名名單                                                                         | 代表地區                       | 頒獎嘉賓       |
|  | 《The Right to Kill》 Malona Sulatan                                             | 馬尼拉-菲律賓ManilaPhilippines | 張本渝、孫國豪 |
|  | 《模犯生/出貓特攻隊 Bad Genius》 茱蒂蒙·瓊查容蘇因 Chutimon Chuengcharoensukying | 曼谷-泰國 Bangkok-Thailand     | 張本渝、孫國豪 |
|  | 《阿莉芙Alifu, the Prince/ss》 舞炯恩                                            | 台北-台灣 Taipei -Taiwan       | 張本渝、孫國豪 |
|  | 《親愛的卵男日記BAO BAO》 雷艾美                                                 | 台北-台灣 Taipei -Taiwan       | 張本渝、孫國豪 |
|  | 《黃金花Tomorrow is Another Day》 凌文龍                                         | 香港 Hong Kong                 | 張本渝、孫國豪 |
|  | 《My son is my home》 Pham Duy Anh                                               | 河內-越南 Hanoi-Vietnam        | 張本渝、孫國豪 |

### 最佳紀錄片 Best Documentary
！

|  | 提名名單                                                  | 代表地區                          | 頒獎嘉賓       |
|  | 《血琥珀Blood Amber》                                     | 台北-台灣 Taipei-Taiwan           | 柯奐如、龍劭華 |
|  | 《小智慧 A Little Wisdom》                                | 北京-中國 Beijing-China           | 柯奐如、龍劭華 |
|  | 《Demons in Paradise》                                    | 可倫坡-斯里蘭卡 Colombo-Sri Lanka | 柯奐如、龍劭華 |
|  | 《班達: 被遺忘的黑暗之途》 Banda the Dark Forgotten Trail | "雅加達-印尼JakartaIndonesia"     | 柯奐如、龍劭華 |
|  | 《山神怪和褻瀆 》 Bundok Banahaw Sacred and Profane       | 馬尼拉-菲律賓 Manila-Philippines  | 柯奐如、龍劭華 |
|  | 《轨迹》 Railway                                          | 金边-柬埔寨 Michal Loh            | 柯奐如、龍劭華 |

### 最佳造型 / 最佳服裝設計 Best Costume
|  | 提名名單                                               | 代表地區                         | 頒獎嘉賓       |
|  | 《衣夫人The Tailor》                                   | 河內-越南 Hanoi-Vietnam          | 周丹薇、姚元浩 |
|  | 《風中殘燭Dying Candle》                               | 加德滿都-尼泊爾 Kathmandu-Nepal  | 周丹薇、姚元浩 |
|  | 《樂聲菲揚The Portrait》                               | 馬尼拉-菲律賓 Manila Philippines | 周丹薇、姚元浩 |
|  | 《瑪莉娜之殺人四幕》 Marlina the Murderer in Four Acts | 雅加達-印尼 Jakarta-Indonesia    | 周丹薇、姚元浩 |
|  | 《Thinking of Him》                                    | 印度 India                       | 周丹薇、姚元浩 |

### 最佳創意故事 Best Story
|  | 提名名單                        | 代表地區                              | 頒獎嘉賓     |
|  | 《母親The Mother》              | 蒙古Ulaanbaatar-Mongolia              | 蘇怡、陳曉東 |
|  | 《The Way Station》 中途站      | 河內-越南 Hanoi-Vietnam               | 蘇怡、陳曉東 |
|  | 《My Superhreoes》 我的超級英雄 | 吉隆坡-馬來西亞 Kuala Lumpur-Malaysia | 蘇怡、陳曉東 |
|  | 《 Leaf of Life》 生命葉        | 德黑蘭-伊朗 Tehran-Iran               | 蘇怡、陳曉東 |
|  | 《The Wind Beneath Us》         | 可倫坡-斯里蘭卡 Colombo-Sri Lanka     | 蘇怡、陳曉東 |

### 最佳視覺特效 Best Visual Effect
|  | 提名名單                              | 代表地區                              | 頒獎嘉賓       |
|  | 《The Tag-Along 2》 紅衣小女孩2       | 台北 Taiwan                           | 郭雪芙、顏正國 |
|  | 《Villa Dwellers》                    | 德黑蘭-伊朗 Tehran-Iran               | 郭雪芙、顏正國 |
|  | 《The Soul of Himalaya》 喜瑪拉雅之靈 | 北京-中國 Beijing-China               | 郭雪芙、顏正國 |
|  | 《Interchange》 我的恐佈鄰居          | 吉隆坡-馬來西亞 Kuala Lumpur-Malaysia | 郭雪芙、顏正國 |
|  | 《Jungle》 逃出亞馬遜                 | 雪梨-澳洲 Sydney-Australia            | 郭雪芙、顏正國 |

### 特別獎/評審獎  Special Award
| 獎項                      | 得獎電影                                                   | 代表地區             |
| 最佳微電影 Best New Media | 《紅燈》 《Traffic Light 》                                | 台北 Taipei          |
| 最佳短片 Best Short Film  | 《喜瑪拉雅村的女孩》 《A Curious Girl》                    | 加德滿都 Kathmandu   |
| 最佳動畫 Best Animation   | 《基石》 《Fundamental》                                   | 台北 Taipei          |
| 評審獎 Special Award      | 《中途站》 Ngoc Thanh Tam 《The Way Station》              | 台北 Taipei          |
| 評審獎 Special Award      | 《健保風暴》 Hossein Namazi 《Appendix》                   | 加德滿都 Kathmandu   |
| 評審獎 Special Award      | 《風之心》 《The Wind in Your Heart》                      | 東京 Tokyo           |
| 評審獎 Special Award      | 《瑪莉娜之殺人四幕》 《Marlina the Murderer in Four Acts》 | 雅加達 Jakarta       |
| 評審獎 Special Award      | 《母親》 《The Mother》                                    | 烏蘭巴托 Ulaanbaatar |

### 台灣彩色電影之父 蔡東華獲亞太歷史貢獻獎
- 蔡東華是台灣台南人，年輕時加入日本東寶電影關係企業，曾接待台製廠廠長龍芳、中影龔弘總經理等參觀日本各家現像所，並建言各派人員到日本研習彩色片技術，因而孕育出台灣第一部國人自製的彩色片《蚵女》。 蔡東華更是促進我國在亞太影展成就的幕後功臣。台日斷交，台灣許多公民營片廠幾十家彩色底片都存放在東京蔡東華公司的倉庫中，怕被中共沒收，改為蔡東華公司名義寄回台灣，或轉香港和東寶電影公司名譽合作，再轉寄回台灣，為台灣保存了珍貴的文化資產，第58屆亞太影展，特別頒發亞太歷史貢獻獎-終身成就獎，給蔡東華遺孀蔡游玉蓮。

## 外部連結
- 亞太影展官方網站
- 亞太影展的Facebook專頁
- YouTube上的亞太影展 APFF頻道
- 亞太影展的Instagram帳戶